# Mons Hadley Delta
Der Mons Hadley Delta ist ein Berg auf dem Erdmond mit einem Durchmesser von rund 15 km der sich rund 3600 m über die umgebende Ebene erhebt. Er trägt seinen Namen seit 1935 nach dem britischen Instrumentenbauer John Hadley.
Er liegt östlich der Rima Hadley und südlich der Landestelle von Apollo 15, am östlichen Rand des Palus Putredinis. Im Norden liegt der größere Mons Hadley.
Die Astronauten David Scott und James Irwin erforschten 1971 den nördlichen Rand des Berges.